# Montre à quartz automatique

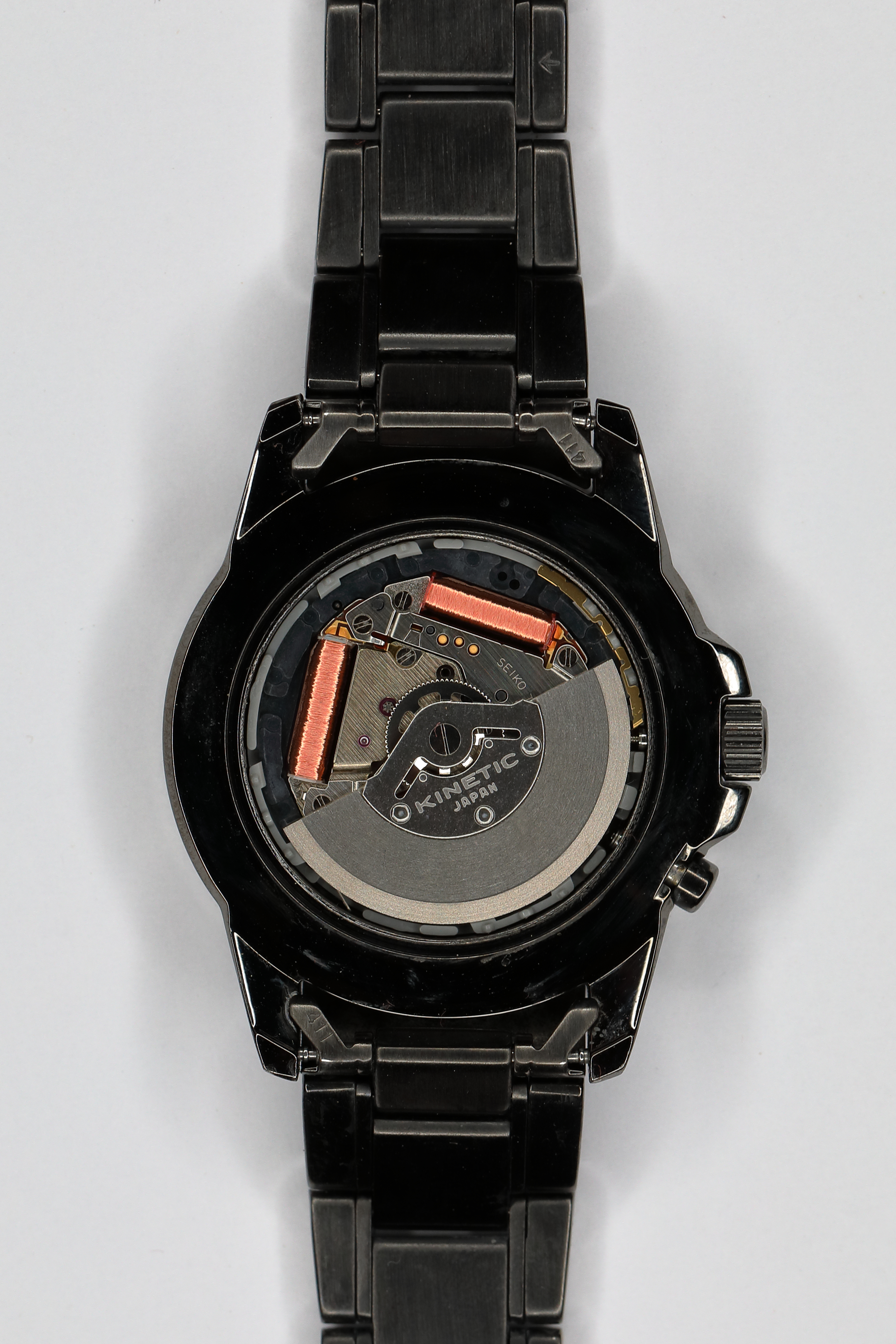
Mouvement Seiko Kinetic.

Une montre à quartz automatique, dite aussi auto-quartz, ou kinetic (ce terme étant déposé par Seiko) est une montre doté d'un mouvement à quartz dont l'alimentation électrique est assurée par un petit récupérateur d'énergie similaire à celui d'une montre mécanique à remontage automatique. Le masse tournante, actionnée par les mouvements du porteur de la montre, actionne une petite dynamo dont l'énergie est stockée dans une capacité pour alimenter le mouvement. Le montre ne nécessite donc pas de pile.

## Seiko
La première Seiko Kinetic est présentée au Baselworld en 1986, et Seiko n'a cessé de développer des mouvements utilisant cette technologie depuis cette date. la masselote et son système de conversion mécanique ressemblent à ceux d'une montre automatique. Un petit générateur vient charger une capacité (seiko avait tergiversé entre capacité et batterie pour stocker l'énergie), tandis que le reste du mouvement est un mouvement à quartz relativement classique.
Seiko a ensuite développé cette technologie en développant des calibres dotés de complications, utilisés sur des montres de marques Seiko, mais aussi vendus à des tiers. Le plus abouti est le kinetic perpétuel (7D48) qui contient un calendrier perpétuel, c'est-à-dire qu'il prend en compte les années bissextiles. Il possède en outre une capacité de « mise en veille », c'est-à-dire que lorsque la montre n'est pas portée, les aiguilles cessent de tourner pour économiser l'énergie, mais la montre conserve l'heure en mémoire, et replace ses aiguilles en bonne position lorsqu'elle est rechargée.

## ETA
ETA Manufacture Horlogère a réalisé des mouvements comparables sous le nom auto-quartz.

## Comparaison avec d'autres technologies
Le Spring Drive, aussi développé par Seiko, est très différent de l'auto-quartz : le stockage d'énergie est lui aussi mécanique, dans un ressort de barillet, il n'y a pas de moteur pas à pas.
La montre électrique est en quelque sorte l'hybridation inverse : elle a une pile comme source d'énergie, mais un organe régulateur mécanique.